# 歐羅巴 (密蘇里州)
歐羅巴（英語：Europa）是位於美國密蘇里州鄧克林縣的非建制地區。

## 歷史
歐羅巴的郵局於1898年設立，其後於1906年停運。

## 地理
歐羅巴所處的海拔為高於海平面76米（即249英呎），而該地所採用的時區為UTC-6，即北美中部時區（CST）。同時該地設有夏令時間，為UTC-6調快一小時，即UTC-5（CDT）。